# قهرمانان (فیلم ۲۰۱۸)
قهرمانان (اسپانیایی: Campeones‎) یک فیلم ورزشی کمدی-درام اسپانیایی به کارگردانی خاویر فسر است که در سال ۲۰۱۸ منتشر و در همان سال برندهٔ جایزه گویا برای بهترین فیلم، بهترین بازیگر جدید و بهترین ترانهٔ غیراقتباسی شد.
این فیلم نمایندهٔ کشور اسپانیا جهت رقابت برای جایزه اسکار بهترین فیلم بین‌المللی در نود و یکمین دوره جوایز اسکار بود که به فهرست نهایی نامزدان راه نیافت.

## گزیدهٔ بازیگران
- خاویر گوتیه‌رس آلبارس
- لوئیسا گاباسا
- دانیل فریره
- ایتسیار کاسترو
- خوان مارگایو